# 1918년 미국 상원의원 선거
1918년 미국 상원의원 선거는 1918년 11월 5일에 치러진 상원의원 선거로, 공화당이 간신히 과반을 차지하였다.

## 선거 결과
| 정당   | 선거결과 | 의석 수 |
| ------ | -------- | ------- |
| 공화당 | 21석     | 49석    |
| 민주당 | 13석     | 47석    |